# 中外纪闻
《中外纪闻》（1895年－1896年），康有为主办。光绪二十一年（1895年）六月二十七日创刊于北京。双日刊，由梁启超、麦孟华等编辑。報紙原名《万国公报》，后根据英国传教士李提摩太建议，为了与广学会的机关报《万国公报》相区别，改名为《中外纪闻》，十一月初一日正式出版，以梁启超、汪大燮为主笔。该刊以编译西电西报和刊载上谕奏章为主要内容。随《邸报》附着在京官员，每刊约二、三千份。十二月初六日（1896年）与北京强学会同时被清廷查封，前后发行仅月余，共出版18期。

中外纪闻报

## 历史
《中外纪闻》原名《万国公报》，1895年8月17日由康有为在北京创刊，成为维新派在国内出版的第一份政治报刊。刊物由康有为和其弟子麦孟华负责编辑。报纸每隔一天出版一期，委托京报房用雕板印刷，主要对象是在京的政府官员，发行方式是随《京报》免费赠送。
《万国公报》主要围绕“公车上书”的主旨进行宣传，其内容分为上谕、外电、各报选录、译报、评论等，主要论述富国强兵之路，振兴国家之策、教民新民之法，阐述救亡图存的变法主张，在官员中产生了很大影响。
1895年11月，康有为在京组织成立“强学会”。后经李提摩太建议，为和广学会《万国公报》区别，《万国公报》更名为《中外纪闻》，作为强学会机关报。在新闻史学上被认为是中国政党报刊的萌芽。
《中外纪闻》1895年12月16日正式出版，由梁启超和汪大燮主持编务。《中外纪闻》的内容更加丰富，“首恭录阁抄，次全录英国路透社电报，次择译外国各报，如《泰晤士报》、《水陆军报》等类，次择录各省新报，如《直报》、《沪报》、《申报》、《新闻报》、《汉报》、《循环报》、《维新报》、《岭南报》、《中西报》等类，次译印西国格致有用诸书，次附论说”。除过内容增多外，编辑和经营业务也有所提高改进。《中外纪闻》上采用的各国各省日报上的文章，规定标明出处，条条有根据。发行改为每两日出版一期，每月出15期，月底取回，装订成册，以便保存。同时《中外纪闻》改为购阅，规定京中购阅者每月收银3钱，京外购阅者除报费外，按路程远近酌加寄费。
维新派的活动后来引起保守势力的恐惧，朝政保守势力纷纷上书弹劾，称强学会及其报刊蛊惑人心，图谋不轨。光绪皇帝迫于压力，于1896年1月20日下令封闭强学会，《中外纪闻》和另一份维新刊物《强学报》分别于1月6日和1月25日被迫停刊。

## 意义

### 对科举体制的批判
中国的学校教育历史悠久，学校制度逐渐完善和系统，到封建社会末期，官学从中央到地方堪称完备，但其在人才培养上的作用却在很大程度上由强到弱。
中国传统教育以道德教育为中心，在科举制的影响下，封建教育沦为科举的附庸，官宦之人只知研读四书五经，而几乎不懂西方科学。随着专制统治的加强，对官学师生的思想控制也日益加强，腐朽的封建教育及腐朽的官学制度，也就不可避免地遭到抨击。
“吾窃谓以八股取士,君相以此求,儒生以此应,父兄以此教,子弟以此期,将绣口绵心之士,端恃八股为进身之阶,径天纬地之才,亦以八股为宅身之地己耳。”5

### 对旧教学内容的批判
中国的旧式教育,专以四书、五经以及子史等类书籍为范本,而这些书又多数只有学问之名而无学问之实。〔`3,可见,无启蒙之良书是教学内容上存在偏差和漏洞的原因之一。
万国公报认为封建教学内容的弊端主要有：务虚不务实，重古不重今，重中不中西。
“独惜其知之未全学之不广耳。夫中国学问所知之事理为何,不过仁义礼智孝梯忠信耳,此外别无所学也。”
“自来国分中西,人分中西,惟学问之道可通天下,我得之则属乎我,尔得之即属乎尔,初无中西之分焉,即如汽机出于英国,电报出于美国,照相出于法国,养蚕络丝出于中国,而各国效之若所固有,是无论何法,合用则用之而已,胡问其由何方而出,自何国而来哉。如谓他山之石,必不可以攻玉,误亦甚亦。”

### 对旧教育管理方法和教学方法的批判
封建教育经历了几千年,模式虽在不断变迁,但仍摆脱不了呆板、僵死的基本格局,僵化的管理方法和教学方法,也就难以调动学生的主动性和积极性,学生只是处于机械、被动、服从的境地。
对管理方法：“余读近日北京大学堂新订之规条,而不能无惑也。其所为限止全国学堂之法,至详细密矣。必使中国学生,为土木偶,永无活动之生机,发达其萌芽。呜呼:观于此而之中国之人,非得西方之释放,虽欲长进而未由矣。今各国之主意,保卫中国全地,保全中国全权,譬如鸡卵,内之黄白己溃,徒欲回圈其外壳,伸终不能破裂,其可得乎?”
对教学方法：“但求记性而舍思才则此人之才必偏而不全,即此人之思亦塞而不开,学问何以能广哉。”

## 影响

### 对西方教育制度的介绍
第一、学校类型：十九世纪末和二十世纪初介绍的内容不同。之前偏重于教育普及的各类各级学校，之后则偏重于高等教育。
第二、教学、管理方式：“技艺之为理甚深,如火船电线等,此种技艺非有学问者不能,院内各种艺器俱存,或合或散使生徒有所观摩。”重视提高学生的观察实践能力，讲解科学原理，启发创造性思维。
第三、教学内容：

### 对西方教育理念的介绍
教育的重要性，强制性教育和免费教育（以英国为例），开放的教育理念（简言之，就是请进来，走出去，自由学习各国文字，加强国际交流），持续教育与注重创新（英国为例，体现科举制度之迂腐）。
代表性文章：《德国学校论略》、《教化议》、《七国新学备要》、《文学兴国策》
《万国公报》不是单纯的为介绍而介绍,而是以西方教育制度为蓝本,提出中国教育变革的建议或方案。

### 万国公报对晚清教育变革勾画蓝图
1. 建立新式学堂：“何若创立变法,能先事而预为之图,即如学校一事,下变民风上培国脉,取其广不取起狭,务其实非务其名,是必有振兴之良法,要非循故见泥成格也。”

地域分布上，学堂书院不能局限于某一地区，这样就可以避免教育水准的地区差异。
1. 课程设置中的地区兼顾：所谓新式学堂,一定意义上讲,首先是教学内容的更新,反映西方近代文化特点的各种课程进入学校领域,是传统教育更新发展的必然趋势,是时代变革的需要。万国公报1875年2月报道了李鸿章在《筹议海防折》中“臣愚以为科目既不能骤变,时文即不能逮废,而小楷试帖,太蹈虚饰,甚非作养人才之道。似应于考试功令稍加变通,另开洋务进取一格,以资造就。”
2. 倡导教育普及

一是女子教育西教士：“大而言之,固将担任国民一分子义务;小而言之,则亦相夫育子,谋一家之幸福而有余。夫一家之内,男女各半,弃女不教,使为废物,不音自毁其家。犹一国之内,亦男女各半,弃女不教,使为废物,无异自败其国也。”
二是幼稚园教育：“且儿童者,一国之至宝,一国之光宠,而亦足为一国之大敌者也。故吾人欲大有造于一国,非思有以救其儿童不可也,今日中国之前途,非有重赖于儿童者哉。”
三是社会教育：1874年10月10日《万国公报》刊出的《上海创设格致书院缘起》;1875年n月13日《万国公报》发表《创设博物院》一文;1889年11月《万国公报》发表《益智会午言》;1897年6月和七月分别刊出《尚贤堂章程》和《创设尚贤堂缘起》等文章。《万国公报》通过对创办格致书院、博物院、益智会、尚贤堂的宣传和介绍,促进了社会教育这一新生事物在中国的推广和完盖。
1. 搞好师范教育

《万国公报》就教师在实际教学过程中的作用、地位、自身修养、业务能力、教法、师生关系等多个方面进行了集中专门论述。“尝思师范立而后善人多,师之所系非轻,不可不郑重其职也。”
1. 推进留学教育：张之洞：“入外国学堂一年,胜于中国学堂三年。”

## 评价
- 营造教育变革氛围,一定程度推动了人们教育观念的更新

《万国公报》对时人而言,是一个重要的思想源,因为它着力宣传与中国传统封建教育有别的新式教育理念,也就无形中营造了一个良好的变革氛围,利于陈腐的教育观念的更新。
- 加速了西学在中国的广泛传播

《万国公报》之所以对晚清中国人有较大的吸引力,原因之一就是及时广泛传播西方的新知识、新思想,即所谓的西学西艺乃至西政。
《万国公报》所极力宣传的西学,不能不说是特定历史条件下中西文化交流的一种特殊形式,提供了中国文化汲取大量域外文明新成果的一个路径。由此而出现的文化交流,固然伴随着价值观念上和人生习俗上的种种冲突,但从文化发展的总体看,却实现了文化的会通融合,也就是说,从根本的社会效益看,因《万国公报》广布西学而加速的中西文化交流所造成的实际后果,乃是中国文化的大发展。
- 中外比较中.惊醒国人

《万国公报》有助于国人在中西教育的比较中进一步认识封建教育的腐败和落后。
- 不应回避的局限性

西士通过《万国公报》介绍西学、鼓吹教育乃至社会变革,就是为了在中国传播“福音”。他们不会放弃使中国基督化的梦想,因而鼓吹中国必须改革,那目标便是彻底西化。他们始终是把教育作为一个重要的传教工具来关注的,
当近代中国面临高层次文明挑战时,教育的突破就成为传统文化更新、社会演进的关键。《万国公报》很大程度上着眼于这一点,无论是批判中国传统的封建教育制度,还是宣传西方的教育状况,主要目的就在于从中西比较的角度,对中国这一时期的众多教育热点问题提出改革意见:仿效西方,建立新式学校教育制度;倡导女子教育和社会教育;关于学校规划和学校管理等等。《万国公报》以其迅速、新颖、有针对性的报道,森得了良好的社会声誉,其影响所及,上自皇帝、军机大臣,下至普通知识分子。发行范围遍及全国,对近代中国引进和学习西方教育,改造传统教育,尤其对戊戌维新期间的教育改革产生了重大影响。当然,作为一份教会创办的刊物,《万国公报》在晚清的教育变革中,企图通过对教会学校及其教育组织、西方教育状况的介绍和宣传,来影响并控制中国新教育的发展方向,以符合其殖民统治的需要。但实践的结果表明:传教士虽在一定程度上影响了晚清教育变革的进程,却无力控制其变革的方向。传教士企图使中国基督化的愿望,始终也只能是愿望而已。以西学为矢、宗教为目的的办报宗旨使传教士提出的中国教育变革方案陷入两难困境,使他们成为推动中国文化教育事业发展的不自觉的工具。由于传教士文化活动的推动和影响,中国初具了近代教育体系的雏形,在发展进程上开始合上了世界历史的节拍。